# Let's Get to It Tour
Lista pieselor din turneul Let's Get to It a fost asemănătoare cu cea din Rhythm of Love Tour, fiind revizuită și adăugită. Costumele au fost create de John Galliano pentru a i se potrivi noii imagini, a cântăreței, una mai matură.

## Lista pieselor din turneu
1. „Step Back in Time”
2. „Wouldn't Change a Thing”
3. „Got to Be Certain”
4. „Always Find The Time”
5. „Enjoy Yourself”
6. „Tears on My Pillow”
7. „Secrets”
8. „Let's Get To It”
9. „Word Is Out (12" Version)”
10. „Finer Feelings”
11. „I Should Be So Lucky (Extended Mix)”
12. „Love Train”
13. „If You Were with Me Now”
14. „Je Ne Sais Pas Pourquoi”
15. „Too Much Of a Good Thing”
16. „Hand on Your Heart”
17. „What Do I Have to Do? (7" Mix)”#„I Guess I Like It like That”
18. „The Loco-Motion (7' Mix)”
19. Encore:
  1. „Shocked” 1
  2. „Better the Devil You Know”

1Rap-ul a fost interpretat de Jazzi P în Dublin

## Datele turneului
| Data              | Oraș          | Țara    | Locația                                 |
| ----------------- | ------------- | ------- | --------------------------------------- |
| 25 octombrie 1991 | Plymouth      | Anglia  | Plymouth Pavilions                      |
| 26 octombrie 1991 | Birmingham    | Anglia  | National Exhibition Centre              |
| 27 octombrie 1991 | Nottingham    | Anglia  | Nottingham Royal Centre                 |
| 29 octombrie 1991 | Londra        | Anglia  | Wembley Arena                           |
| 30 octombrie 1991 | Londra        | Anglia  | Wembley Arena                           |
| 31 octombrie 1991 | Manchester    | Anglia  | Manchester Apollo Theatre               |
| 1 noiembrie 1991  | Tyne and Wear | Anglia  | Whitley Bay Ice Rink                    |
| 3 noiembrie 1991  | Aberdeen      | Scoția  | Aberdeen Conference & Exhibition Centre |
| 4 noiembrie 1991  | Edinburgh     | Scoția  | Edinburgh Playhouse                     |
| 5 noiembrie 1991  | Edinburgh     | Scoția  | Edinburgh Playhouse                     |
| 6 noiembrie 1991  | Sheffield     | Scoția  | Sheffield City Hall                     |
| 8 noiembrie 1991  | Dublin        | Irlanda | Dublin Point                            |